# 68410 Nichols
68410 Nichols eller 2001 QB154 är en asteroid i huvudbältet som upptäcktes den 16 augusti 2001 av de båda amerikanska astronomerna Michael Collins och Minor White vid OCA-Anza. Den är uppkallad efter den amerikanska skådespelerskan Nichelle Nichols, som är bäst känd för sin roll som Uhura i den amerikanska science fiction serien Star Trek: The Original Series.
Asteroiden har en diameter på ungefär 2 kilometer.